# Vezseny
Vezseny is een plaats (község) en gemeente in het Hongaarse comitaat Jász-Nagykun-Szolnok. Vezseny telt 660 inwoners (2002).